# Gülşah Akkaya
Gülşah Akkaya (Bornova, 6 ottobre 1977) è un'ex cestista turca.
Alta 181 cm per 67 kg, giocava come ala.

## Carriera
Con la Turchia ha disputato due edizioni dei Campionati europei (2007, 2011).